# IIHF Continental Cup
Der IIHF Continental Cup ist ein von der Internationalen Eishockey-Föderation IIHF zur Saison 1997/98 eingeführter Eishockey-Europapokal-Wettbewerb für Klubmannschaften. 
Teilnahmeberechtigt sind die Landesmeister der europäischen Ligen, die nicht an der Champions Hockey League (CHL) teilnehmen. Aus den sogenannten Challenge Leagues, deren Meister an der CHL teilnehmen, sind die Vize-Meister für den Continental Cup teilnahmeberechtigt.

## Modus
Der Wettbewerb wird in mehreren Runden mit Gruppen zu jeweils vier Mannschaften ausgespielt. Die Gruppen werden an einem Wochenende gespielt. Dabei steigen die Vertreter stärkerer Länder in den späteren Runden ein. Die Sieger der jeweiligen Gruppen qualifizieren sich für die nächste Runde. Die Gruppenspiele finden in den Monaten September, Oktober und November statt.
Am Finalturnier im Januar nehmen, seit 2014, die beiden besten Mannschaften der beiden Halbfinalgruppen teil. Der IIHF Continental Cup Sieger qualifiziert sich seit der Saison 2016 für die Champions Hockey League.

## Geschichte
Mit dem IIHF Federation Cup gab es von 1994 bis 1996 einen Vorläufer des Continental Cup für ost- und südeuropäische Clubs.
Mit der Einführung der European Hockey League (EHL) wurde der höchste Europapokalwettbewerb auf die stärksten Ligen Europas beschränkt. Als Ausgleich wurde 1997 als zweiter Wettbewerb der Continental Cup eingeführt. Für diesen konnte jeder europäische Verband bis zu drei Mannschaften stellen, die sich nicht für die EHL qualifiziert hatten. Der Continental Cup übernahm den Gruppenmodus des 1997 eingestellten Eishockey-Europapokals.
Nach der Einstellung der EHL nahmen von 2000 bis 2004 teilweise auch Meister der stärkeren Ligen am Continental Cup teil. Höhepunkt war das Finale 2003 zwischen dem finnischen Meister Jokerit Helsinki und dem russischen Meister Lokomotive Jaroslawl. Nur Schweden verweigerte sich dem Wettbewerb, andere Länder schickten schwächere Clubs in den Wettbewerb, z. B. nahm mit Mikkelin Jukurit mehrmals der Meister der zweiten finnischen Liga teil.
2005 wurde mit dem IIHF European Champions Cup (ECC) ein neuer höchster europäischer Wettbewerb für die Landesmeister der sechs stärksten Länder eingeführt. Die Teilnahme am Continental Cup wurde auf einen Club pro Land beschränkt. Mit der Einführung der kurzlebigen ersten Champions Hockey League (CHL) 2008 mit 14 Teilnehmern wurde der Continental Cup weiter geschwächt. Nach dem Ende der CHL wurde der Continental Cup wieder für alle Verbände geöffnet, die stärksten Landesmeister blieben dem Wettbewerb jedoch fern. Aus Deutschland qualifizierte sich z. B. der Meister der 2. Eishockey-Bundesliga bzw. DEL2.
Seit 2014 können die Verbände der sechs sogenannten Gründungsligen (Schweden, Finnland, Tschechien, Österreich, Schweiz, Deutschland) der neuen Champions Hockey League nicht mehr am Continental Cup teilnehmen. Die Challenge Leagues (derzeit Norwegen, Dänemark, Frankreich, Slowakei, Großbritannien, Belarus, Polen) können einen Teilnehmer in den Continental Cup entsenden, der Meister ist für die CHL qualifiziert. Der Sieger des Continental Cup war bis 2023 in der Folgesaison für die CHL qualifiziert.

## Bisherige Turniersieger
| Saison  | Spielort des Finalturniers       | Teilnehmer | Gewinner             | Zweiter                        | Dritter                         |
| ------- | -------------------------------- | ---------- | -------------------- | ------------------------------ | ------------------------------- |
| 1997    | Tampere, Finnland                | 42         | TJ VSŽ Košice        | Eisbären Berlin                | Ilves Tampere                   |
| 1998    | Košice, Slowakei                 | 49         | HC Ambrì-Piotta      | HC Košice                      | HK Awangard Omsk                |
| 1999    | Berlin, Deutschland              | 49         | HC Ambrì-Piotta      | Eisbären Berlin                | Ak Bars Kasan                   |
| 2000/01 | Zürich, Schweiz                  | 46         | ZSC Lions Zürich     | London Knights                 | HC Slovan Bratislava            |
| 2001/02 | Zürich, Schweiz                  | 49         | ZSC Lions Zürich     | HC Milano Vipers               | HKm Zvolen                      |
| 2002/03 | Lugano, Schweiz Mailand, Italien | 44         | Jokerit Helsinki     | Lokomotive Jaroslawl           | HC Lugano                       |
| 2003/04 | Homel, Belarus                   | 39         | HC Slovan Bratislava | HK Homel                       | HC Lugano                       |
| 2004/05 | Székesfehérvár, Ungarn           | 20         | HKm Zvolen           | HK Dynamo Moskau               | Alba Volán Székesfehérvár       |
| 2005/06 | Székesfehérvár, Ungarn           | 21         | HK Lada Toljatti     | HK Riga 2000                   | ZSC Lions Zürich                |
| 2006/07 | Székesfehérvár, Ungarn           | 19         | HK Junost Minsk      | HK Awangard Omsk               | Ilves Tampere                   |
| 2007/08 | Riga, Lettland                   | 17         | Ak Bars Kasan        | HK Riga 2000                   | Kaszink-Torpedo Ust-Kamenogorsk |
| 2008/09 | Rouen, Frankreich                | 19         | MHC Martin           | Dragons de Rouen               | HC Bozen                        |
| 2009/10 | Grenoble, Frankreich             | 19         | EC Red Bull Salzburg | HK Junost Minsk                | Sheffield Steelers              |
| 2010/11 | Minsk, Belarus                   | 19         | HK Junost Minsk      | EC Red Bull Salzburg           | Sønderjysk Elitesport Vojens    |
| 2011/12 | Rouen, Frankreich                | 18         | Dragons de Rouen     | HK Junost Minsk                | HK Donbass Donezk               |
| 2012/13 | Donezk, Ukraine                  | 19         | HK Donbass Donezk    | Metallurg Schlobin             | Dragons de Rouen                |
| 2013/14 | Rouen, Frankreich                | 19         | Stavanger Oilers     | HK Donbass Donezk              | Asiago Hockey                   |
| 2014/15 | Bremerhaven, Deutschland         | 16         | HK Njoman Hrodna     | Fischtown Pinguins Bremerhaven | Ducs d’Angers                   |
| 2015/16 | Rouen, Frankreich                | 17         | Dragons de Rouen     | Herning Blue Fox               | GKS Tychy                       |
| 2016/17 | Ritten, Italien                  | 19         | Nottingham Panthers  | HK Beibarys Atyrau             | Odense Bulldogs                 |
| 2017/18 | Minsk, Belarus                   | 17         | HK Junost Minsk      | Nomad Astana                   | Sheffield Steelers              |
| 2018/19 | Belfast, Nordirland              | 17         | HK Arlan Kökschetau  | Belfast Giants                 | GKS Katowice                    |
| 2019/20 | Vojens, Dänemark                 | 20         | SønderjyskE Vojens   | Nottingham Panthers            | HK Njoman Hrodna                |
| 2020/21 | abgesagt                         |            |                      |                                |                                 |
| 2021/22 | Aalborg, Dänemark                | 19         | KS Cracovia Krakau   | HK Saryarka Karaganda          | Aalborg Pirates                 |
| 2022/23 | Angers, Frankreich               | 19         | HK Nitra             | Ducs d’Angers                  | Cardiff Devils                  |
| 2023/24 | Cardiff, Wales                   | 19         | Nomad Astana         | Herning Blue Fox               | Cardiff Devils                  |
| 2024/25 | Cardiff, Wales                   | 20         | Cardiff Devils       | Brûleurs de Loups de Grenoble  | GKS Katowice                    |

## Statistik

### Ranglisten
| Rang | Land                   | Titel | 2. Platz | 3. Platz |
| ---- | ---------------------- | ----- | -------- | -------- |
| 1    | Slowakei               | 5     | 1        | 2        |
| 2    | Belarus                | 4     | 4        | 1        |
| 3    | Schweiz                | 4     | –        | 3        |
| 4    | Vereinigtes Königreich | 2     | 3        | 4        |
| 5    | Russland               | 2     | 3        | 2        |
|      | Frankreich             | 2     | 3        | 2        |
| 7    | Kasachstan             | 2     | 3        | 1        |
| 8    | Dänemark               | 1     | 2        | 3        |
| 9    | Ukraine                | 1     | 1        | 1        |
| 10   | Österreich             | 1     | 1        | –        |
| 11   | Polen                  | 1     | –        | 3        |
| 12   | Finnland               | 1     | –        | 2        |
| 13   | Norwegen               | 1     | –        | –        |
| 14   | Deutschland            | –     | 3        | –        |
| 15   | Lettland               | –     | 2        | –        |
| 16   | Italien                | –     | 1        | 2        |
| 17   | Ungarn                 | –     | –        | 1        |